# Spremenjenje na gori (Rafael)
Spremenjenje na gori je zadnja slika italijanskega renesančnega mojstra Rafaela. Po naročilu kardinala Giulia de Mediči, poznejšega papeža Klemena VII. (1523–1534) in zamišljen kot oltarna slika za stolnico v Narbonnu v Franciji, je Rafael na njej delal vse do svoje smrti leta 1520. Slika prikazuje primer Rafaelovega razvoja kot umetnika in vrhunec njegove kariere. Nenavadno za prikaz Jezusovega spremenjenja v krščanski umetnosti je tema združena z naslednjo epizodo iz evangelijev (ozdravitev obsedenega fanta) v spodnjem delu slike. Spremenjenje je alegorija predstavitve transformacijske narave. Zdaj je v Vatikanska pinakoteka v Vatikanu.
Od konca 16. stoletja do začetka 20. stoletja je veljalo, da gre za najslavnejšo oljno sliko na svetu.

## Zgodovina slike
Do decembra 1516, zadnji datum naročila, je bil kardinal Giulio de Mediči, bratranec papeža Leona X. (1513–1521), papežev vicekancelar in glavni svetovalec. Bil je legat Bologne, škof v Albiju, Ascoliju, Worcestru, Egerju in drugje. Od februarja 1515 je bila v to vključena nadškofijo Narbonne. Naročil je dve sliki za narbonnsko stolnico, Kristusovo spremenjenje pri Rafaelu in Lazarjevo vtajenje pri Sebastianu del Piombu. Z Michelangelom, ki je prispeval risbe za slednje delo, je Mediči znova ustvaril rivalstvo, ki ga je sprožil desetletje prej med Michelangelom in Rafaelom v Stanzah in Sikstinski kapeli.
Med 11. in 12. decembrom 1516 je bil Michelangelo v Rimu, da bi s papežem Leonom X. in kardinalom Mediči razpravljal o pročelju bazilike sv. Lovrenca v Firencah. Med tem srečanjem se je soočil s naročilom Lazarjevega vstajenja in se je strinjal, da bo za to pripravil risbe, ne pa, da bo sam slikal. Naročilo je dobil Michelangelov prijatelj Sebastiano del Piombo. Po tem srečanju naj bi slike postale simbol primerjave med dvema pristopoma k slikarstvu ter med slikarstvom in kiparstvom v italijanski umetnosti. 
Zgodnji model za sliko, ki jo je v Rafaelovem studiu naredil Giulio Romano, je upodobil risbo v merilu 1:10 za Spremenjenje. Tu je Kristus prikazan na gori Tabor. Mojzes in Elia plavata proti njemu; Janez in Jakob klečita desno; Peter je levo. Na vrhu modela sta upodobljena Bog Oče in množica angelov. Drugi model, ki ga je naredil Gianfrancesco Penni, prikazuje zasnovo z dvema scenama, ko naj bi se slika razvijala. Ta model hranijo v Louvru.
Lazarjevo vstajanje je bilo neuradno na ogled do oktobra 1518. Do tega trenutka je Rafael komaj začel na svojem oltarju. Ko je Leon X. tretjo adventno nedeljo, 11. decembra 1519, v Vatikanu uradno pregledal delo Sebastiana del Piomba, je bilo Spremenjenje še nedokončano.
Rafael bi končno obliko Lazarjevega vstajanja spoznal že jeseni leta 1518 in obstajajo številni dokazi, da je mrzlično deloval na tekmovanju in dodal drugo temo in devetnajst figur. Ohranjen model projekta, ki je zdaj v Louvru (delavniški izvod izgubljene risbe Rafaelovega pomočnika Gianfrancesca Pennija) prikazuje dramatično spremembo načrtovanega dela.
Pregled končne Preobrazbe je razkril več kot šestnajst nepopolnih področij in pentimentij (sprememb). Pomembna teorija drži, da so bili za blagoslov ključni spisi blaženega Amadeja Menesa da Silve. Amadeo je bil vpliven brat, zdravilec in vizionar, pa tudi papežev spovednik. Bil je tudi diplomat države Vatikan. Leta 1502, po njegovi smrti, je bilo veliko spisov in pridigov Amadea sestavljeno kot Apokalipso Nova. Ta trakt je bil dobro znan papežu Leo X. Guillaumeu Briçonnetu, kardinalu Giuliou de 'Mediciju, predhodniku škofa v Narbonnu, in njegova dva sinova sta se s tem traktom posvetovala tudi kot duhovna vodnika. Kardinal Giulio je poznal Apokalipso Nova in je lahko vplival na končno kompozicijo slike. Amadejev trakt zaporedno opisuje epizode Preobrazbe in obsedenega fanta. Preobrazba predstavlja predoblikovanje zadnje sodbe in končnega poraza hudiča. Druga razlaga je, da je bil epileptični deček ozdravljen in tako povezal Kristusovo božanstvo z njegovo zdravilno močjo.
Rafael je umrl 6. aprila 1520. Nekaj dni zatem je Spremenjenje ležalo na čelu njegove krste v njegovi hiši v Borgu. Teden dni po njegovi smrti sta bili dve slikici skupaj razstavljeni v Vatikanu.
Čeprav obstaja nekaj ugibanj, da sta Rafaelov učenec Giulio Romano in pomočnik Gianfrancesco Penni naslikala nekatere dele v ozadju v spodnji desni polovici slike, ni dokazov, da je kdo drug kot Rafael sliko končal. Čiščenje slike od leta 1972 do 1976 je pokazalo, da so pomočniki dokončali le nekatere spodnje leve figure, preostanek slike pa Rafael sam.
Kardinal Giulio de' Medici je namesto, da bi jo poslal v Francijo, ohranil sliko. Leta 1523  jo je postavil na visoki oltar v blaženega Amadea cerkvi San Pietro v Montoriu, Rim  v okvir, ki je bil delo Giovannija Barile (ne obstaja več). Mozaično kopijo slike je leta 1774 dokončal Stefano Pozzi v baziliki svetega Petra v Vatikanu.
Leta 1797 so jo med italijansko kampanjo Napoleona Bonaparta v Pariz odpeljale francoske čete in jo postavile v Louvre. Že 17. junija 1794 je Napoleonov odbor za javno poučevanje predlagal strokovno komisijo, ki bi spremljala vojsko, da bi se vrnila v Pariz pomembna umetniška in znanstvena dela. Louvre, ki je bil za javnost odprt leta 1793, je bil jasna destinacija umetnosti. 19. februarja 1799 je Napoleon s papežem Pijem VI. sklenil Tolentinsko pogodbo, v kateri je bilo formalno zaseženih 100 umetniških zakladov iz Vatikana.
Med najbolj iskanimi zakladi so Napoleonovi agenti vzeli dela Rafaela. Jean-Baptiste Wicar, član Napoleonove izbirne komisije, je bil zbiratelj Rafaelovih risb. Za Rafaela je nagovarjal še en član baron Antoine-Jean Gros. Za umetnike, kot sta Jacques-Louis David, in njegova učenca Girodet in Ingres, je Rafael predstavljal utelešenje francoskih umetniških idealov. Posledično je Napoleonov odbor zasegel vse razpoložljive Rafaele. Do Napoleona je bil Rafael preprosto največji italijanski umetnik in Spremenjenje na gori njegovo največje delo. Slika je skupaj z Apolonom Belvederskim,  Laokoontovo skupino, Kapitolskim Brutom in mnogimi drugimi prejela zmagovit vstop v Pariz 27. julija 1798, četrto obletnico padca Maximiliena de Robespierra. 
Novembra 1798 je bila slika Spremenjenje na gori javno predstavljeno v Grand Salon v Louvru. Od 4. julija 1801 je postala središče velike razstave Rafael v Grande Galerie. Na ogled je bilo več kot 20 Rafaelov. Leta 1810 je nastala znamenita risba Benjamina Zixa, Napoleon in Marie Louise na poročni procesiji skozi galerijo Grande, s Spremenjenjem v ozadju.
Prisotnost slike v Louvru je dala angleškim slikarjem, kot sta Joseph Farington (1. in 6. septembra 1802) in Joseph Mallord William Turner (septembra 1802) priložnost, da jo preučita. Prvo svoje predavanje je Turner kot profesor perspektive na Kraljevi akademiji namenil sliki. Farington je poročal tudi o drugih, ki so si ogledali sliko: švicarskem slikarju Henryju Fuseliju, za katerega je bil v Louvru drugi le Tizianova Smrt svetega Petra Mučenika (1530) in angleškem slikarju Johnu Hoppnerju. Angloameriški slikar Benjamin West je dejal, »da je mnenje starih potrdilo, da je še vedno na prvem mestu«. Farington je sam izrazil svoje občutke:
{{quote| Ali bi se moral odločiti glede na učinek, ki ga je imela na mene, ne bi smel odlašati, če bi rekel, da sta skrb za paciente in trden način, v katerem je naslikana Spremenjenje, vtisnila v moj um, zaradi česar so se druge slike, ki so bile cenjene v prvem razredu, šibke in kot si želijo moči in živahnosti. |Joseph Farington|The Diary of Joseph Farington Vol. V
Po padcu Napoleona Bonaparta leta 1815, sta odposlanca papeža Pija VII., Antonio Canova in Marino Marini uspela zagotoviti Spremenjenje (skupaj s 66 drugimi slikami) kot del Pariške pogodbe (1815). Dela naj bi bila po dogovoru na dunajskem kongresu razstavljena javnosti. Prvotna galerija je bila v apartmajih Borgia v Apostolski palači. Po več potezah v Vatikanu slika zdaj visi v Vatikanski pinakoteki.

## Sprejem
Sprejem slike je dobro dokumentiran. Med letoma 1525 in 1935 je mogoče najti najmanj 229 pisnih virov, ki opisujejo, analizirajo, hvalijo ali kritizirajo Spremenjenje.
Prvi opisi slike po Rafaelovi smrti leta 1520 so jo že imenovali mojstrovina, vendar se je to stanje razvijalo do konca 16. stoletja. Španski humanist Pablo de Céspedes jo je v svojih zapiskih potovanja v Rim leta 1577 prvič označil za najslavnejšo oljno sliko na svetu. Slika je to avtoriteto ohranila več kot 300 let. Priznali in ponavljali so to številni avtorji, denimo poznavalec François Raguenet, ki je Rafaelovo kompozicijo analiziral leta 1701. Po njegovem mnenju je oris, vpliv svetlobe, barv in razporeditev figur naredilo Spremenjenje najbolj popolno sliko na svetu.
Jonathan Richardson starejši in mlajši sta si upala kritizirati prenapihnjen status Spremenjenja in vprašala, ali je ta slika res lahko najslavnejša slika na svetu. Kritizirala sta, da je sestava razdeljena na zgornjo in spodnjo polovico, ki ne ustrezata drug drugi. Spodnja polovica je, namesto zgornje polovice tudi pritegnila preveč pozornosti, medtem ko bi morala vso pozornost gledalca posvetiti samo Kristusovi figuri. Ta kritika ni zmanjšala slave slike, izzvala pa je protikritiko drugih poznavalcev in učenjakov. Za nemško govoreči svet je prevladala ocena Johanna Wolfganga von Goetheja. Zgornjo in spodnjo polovico je razlagal kot dopolnilni deli. To oceno so v 19. stoletju citirali številni avtorji in znanstveniki in tako je avtorstvo Goetheja pomagalo rešiti slavo Spremenjenja.
V kratkem času, ki jo je preživela v Parizu, je slika postala velika privlačnost za obiskovalce in to se je nadaljevalo po vrnitvi v Rim, nato pa je bila postavljena v vatikanske muzeje. Mark Twain je bil eden izmed številnih obiskovalcev in je leta 1869 zapisal: »Spominjam se Spremenjenja deloma zato, ker je bila postavljen v sobo skoraj sama; deloma zato, ker jo vsi priznavajo kot prvo oljno sliko na svetu in deloma ker je bila čudovito lepa«.
V začetku 20. stoletja se je slava slike hitro zmanjšala in kmalu je Spremenjenje izgubila čast kot najslavnejša slika na svetu. Nova generacija umetnikov Rafaela ni sprejela več kot umetniško avtoriteto. Po kopijah in reprodukcijah niso več veliko povpraševali. Medtem ko je bila zapletenost kompozicije do konca 19. stoletja argument za hvalo slike, so jo gledalci zdaj odvrnili. Za sliko se je zdelo, da je preveč gneče, figure preveč dramatične in celotna postavitev preveč umetna. V nasprotju s tem je bilo druge slike, kot je Mona Lisa Leonarda da Vincija, veliko lažje prepoznati in ni trpel padca pretiranega statusa Rafaela kot umetniškega zgleda. Tako je Spremenjenje dober primer za spremembo slave umetniškega dela, ki lahko traja več stoletij, lahko pa tudi upade v samo kratkem obdobju.

## Reprodukcije
Slava slike temelji tudi na njeni reprodukciji. Medtem ko smo lahko izvirnik občudovali le na enem mestu - v Rimu in za kratek čas v Parizu, potem ko ga je Napoleon odnesel -, je veliko število reprodukcij zagotovilo, da je bila kompozicija slike skoraj v vseh pomembnih umetniških zbirkah v Evropi. Tako bi jo lahko preučevali in občudovali številni zbiratelji, poznavalci, umetniki in umetnostni zgodovinarji.
Vključno z mozaikom v sv. Petru v Vatikanu, je bilo med letoma 1523 in 1913 narejenih najmanj 68 kopij. Dobre kopije po sliki so bile v obdobju zgodnje moderne zelo iskane in mladi umetniki so lahko zaslužili denar za italijansko pot s prodajo kopij slike. Gregor Urquhart je leta 1827 naredil eno najboljših kopij kadar koli. [20] Najmanj 52 gravur in jedkanic je bilo narejenih do konca 19. stoletja, vključno z ilustracijami za knjige, kot so biografije in celo za krščanske pesmarice. Istituto nazionale per la grafica v Rimu ima dvanajst teh reprodukcij. Sledi vsaj 32 jedkanic in gravur, ki prikazujejo podrobnosti slike, včasih pa jih uporabljajo kot del nove kompozicije. Med temi upodobitvami detajlov je en sklop odtisov glav, rok in nog, ki jih je izdelal G. Folo po Vincenzu Camucciniju (1806) in drugi sklop glav, izdelan v graviranju z uporabo majhnih pik, delo J. Godbyja po risbah I. Goubauda (1818 in 1830). Prva gravirana reprodukcija Spremenjenja je imenovana tudi kot prvi reproduktivni odtis slike doslej. Naredil ga je anonimni graver leta 1538 in ga včasih identificirajo z maniro Agostina Veneziana.

## Ikonografija
Rafaelova slika prikazuje dve zaporedni, vendar različni svetopisemski pripovedi iz Matejevega evangelija, ki sta povezani tudi v Markovem evangeliju. V prvi, Kristusovim spremenjenjem sta se Mojzes in Elija pojavila pred preoblečenim Kristusom, na katerega gledajo Peter, Jakob in Janez (Matej 17: 1–9; Marko 9: 2–13). V drugi apostoli ne uspejo ozdraviti fanta pred demoni in čakajo Kristusove vrnitve (Matej 17: 14–21; Marko 9:14).
Zgornji register slike prikazuje samo Spremenjenje (na gori Tabor, po tradiciji), pri čemer spremenjeni Kristus plava pred osvetljenimi oblaki, med prerokom Mojzesom na desni in Elijo na levi, s katerima se pogovarja (Matej 17: 3). Ti dve figuri, ki klečita na levi, sta po navadi identificirani kot Just in župnik, ki sta 6. avgusta delila praznični dan s praznikom Spremenjenja. Ti svetniki so bili zavetniki nadškofije Mediči in stolnice, ki ji je bila slika namenjena. Predlagano je tudi, da bi slike lahko predstavljale mučenike sveta Felicissimusa in Agapita, ki so jih v misalu obhajali na praznik Spremenjenja.
Zgornji register slike vključuje od leve proti desni, Jakoba, Petra in Janeza , ki se tradicionalno berejo kot simboli vere, upanja in ljubezni; od tod simbolične barve modro-rumene, zelene in rdeče barve za njihove halje.
V spodnjem registru je Rafael prikazal apostole, ki poskušajo obsedenega dečka osvoboditi njegovih demonov. Bolnega otroka ne morejo pozdraviti do prihoda nedavno spreobrnjenega Kristusa, ki naredi čudež. Mladostnik nima več napadov, ampak stoji na nogah, usta ima odprta, kar signalizira odhod demonskega duha. Kot svoje zadnje delo pred smrtjo Rafael (kar v hebrejščini רָפָאֵל [Rafa'el] meni »Bog je ozdravil«) združi oba prizora kot svoje zadnje prepričanje o zdravilni moči spremenjenega Kristusa. Po Goetheju: »Dva sta eno: spodaj trpljenje, potreba, zgoraj učinkovita moč, uspeh. Vsak nosi drug drugega, oba se medsebojno povezujeta.« 
Moški spodaj levo je apostol-evangelist Matej, nekateri bi rekli, da je sveti Andrej upodobljen v višini oči in kot sogovornik z gledalcem. Funkcijo figur, kot je levo spodaj, je najbolje opisal Leon Battista Alberti skoraj stoletje prej leta 1435.
{{quote| Všeč mi je, da je v "zgodovini" nekdo, ki gledalcem pove, kaj se dogaja, in bodisi jih povabi z roko, naj pogledajo, bodisi z divjim izrazom in prepovedajočim pogledom odzove, naj se ne približajo, kot da bi želel njihovo skrivnost ali nakaže neko nevarnost ali izjemno stvar na sliki ali vas s svojimi kretnjami vabi, da se z njimi smejite ali jokate.|Leon Battista Alberti|On Painting (1435)
Matej (ali Andrej) pokaže gledalcu, naj počaka, njegov pogled se je osredotočil na klečečo žensko v spodnjem ospredju. Navidezno je del družinske skupine, vendar se pri podrobnejšem pregledu loči od obeh skupin. Je zrcalna slika primerljive figure v Rafaelovem Izgonu Heliodora iz templja (1512).  Giorgio Vasari, Rafaelov biograf, žensko opisuje kot »glavno osebo na tem panelu«. Kleči v kontrapostu in tvori kompozicijski most med družinsko skupino na desni in devetimi apostoli na levi. Rafael jo upodablja tudi v hladnejših tonih in jo zaveže v sončno roza barvi, medtem ko druge udeležence, razen Mateja, upodablja na njeno prisotnost. Ženska poza se natančneje imenuje figura serpentinata ali kačasta poza, v kateri se ramena in boki premikajo nasprotno; eden najzgodnejših primerov je da Vincijeva Leda in labod (približno 1504), ki jo je Rafael kopiral v Firencah.
V središču so štirje apostoli različnih starosti. Zdi se, da blondinka odmeva na apostola Filipa iz Zadnje večerje. Starejši moški je Andrej. Simon je starejši moški za Andrejem. Juda Tadej gleda Simona in kaže proti dečku. 
Za apostola na skrajni levici velja, da je Juda Iškarjot. Bil je predmet ene od šestih preživelih tako imenovanih pomožnih karikatur, ki jih je leta 1937 prvič opisal Oskar Fischel.

## Analiza in interpretacija
Ikonografija slike je bila interpretirana kot sklicevanje na mesto Narbonne iz večkratnih napadov Saracenov. Papež Kalist III. je razglasil 6. avgust za praznik ob zmagi kristjanov leta 1456.
Razsvetljenski filozof Montesquieu je ugotovil, da ima ozdravitev obsedenega fanta v ospredju prednost pred Kristusovo figuro. Sodobni kritiki so Montesquieujeve kritike podprli s tem, da so predlagali, da se slika preimenuje v Zdravljenje obsedenega mladeniča.
J. M. W. Turner je videl Spremenjenje v Louvru leta 1802. Ob zaključku različice svojega prvega predavanja, ki je bilo 7. januarja 1811, kot profesor perspektive na Kraljevi akademiji, je Turner pokazal, kako je sestavljen zgornji del skladbe sekajoče trikotnike, ki tvorijo piramido s Kristusom na vrhu. [29]
V publikaciji iz leta 1870 nemški umetnostni zgodovinar Car Justi opaža, da slika prikazuje dve poznejši epizodi v svetopisemski pripovedi o Kristusu: Jezus po preobrazbi naleti na človeka, ki prosi usmiljenje za svojega obsedenega sina.
Rafael igra na tradicijo, ki epilepsijo enači z vodno luno (luna, od koder lunatic - norec). To vzročno zvezo igra vodni odsev Lune v spodnjem levem kotu slike; fant dobesedno 'nosi luna'. V Rafaelovih časih so epilepsijo pogosto izenačevali z luno (morbus lunaticus), posestjo demonov (morbus daemonicus) in tudi, paradoksalno, svetim (morbus sacer). V 16. stoletju niso bili redki, če so oboleli za epilepsijo, da se zažgejo na kolu, tak strah je izzvalo stanje. Jacques-Joseph Moreau de Tours je leta 1854 znanstveno prekinil povezavo med fazo lune in epilepsijo.
Rafaelovo Spremenjenje lahko štejemo za prednastavitev obeh, manierizma, o čemer pričajo stilizirane, izkrivljene pozicije figur na dnu slike in baročnega slikarstva, kar dokazujeta dramatična napetost v teh figurah in močna uporaba chiaroscúro  v celotni sliki.
Kot odraz umetnika je Rafael verjetno spremenil Spremenjenje kot njegovo zmagoslavje. Rafael uporablja kontrast Jezusovega predsedovanja moškim, za potešitev naročnikov v Rimokatoliški cerkvi. Rafael uporablja jamo, da simbolizira renesančni slog, ki ga zlahka opazimo v iztegnjenem kazalcu kot referenco na Michelangelovo Sikstinsko kapelo. Poleg tega v ozadju subtilno vključuje pokrajino, vendar uporablja temnejše barve, da pokaže svoj prezir do sloga. Kljub temu pa je osrednja točka za gledalca baročni otrok in njegov oče skrbnik. Rafael je na splošno uspešno pomiril svoje naročnike, se poklonil svojim predhodnikom in nastopil pri nadaljnji prevladi baročnega slikarstva.
Na najpreprostejši ravni lahko sliko razlagamo kot dihotomijo: odrešilno Kristusovo moč, ki jo simbolizira čistost in simetričnost zgornje polovice slike, v nasprotju s človekovimi napakami, ki jih simbolizirajo temni, kaotični prizori v spodnji polovici slike.
Filozof Nietzsche je sliko razlagal v svoji knjigi Rojstvo tragedije kot podobo soodvisnosti apolonovskega in dionizijskega principa.
Slikar in biograf iz 16. stoletja Giorgio Vasari je v svojem Življenju najbolj odličnih slikarjev, kiparjev in arhitektov napisal, da je Rafaelovo Spremenjenje »najlepše in najbolj božansko« delo.